# هندوستان یونیلیور
هندوستان یونیلیور (به انگلیسی: Hindustan Unilever) شرکت مواد غذایی هندی است، که در زمینه تولید و عرضه انواع کالاهای مصرفی، نوشیدنی‌ها، محصولات پاک‌کننده و لوازم بهداشتی فعالیت می‌کند.
شرکت هندوستان یونیلیور یکی از زیرمجموعه‌های شرکت هلندی-بریتانیایی یونیلیور به‌شمار می‌آید. دفتر مرکزی این شرکت در شهر بمبئی، هند قرار دارد و شمار کارکنان آن، بالغ بر ۱۶٫۵۰۰ نفر می‌باشد، که به‌طور غیرمستقیم منجر به اشتغال بیش از ۶۵ هزار نفر در هند شده است. بخشی از سهام این شرکت در بازارهای بورس اوراق بهادار بمبئی و بورس اوراق بهادار ملی هند معامله می‌شود.